# Región de Solea
Solea o Solia es una región montañosa del Distrito de Nicosia, al norte del macizo de Troodos. Ocupa dos valles, el de Klarios/Karyotis y el de Atsas. Su rango de altitud es entre 300 y 1300 m de altura que le da un clima muy agradable en verano. Comprende dieciocho villas.

## Toponimia e historia
El nombre de Solea o Solia deriva del antiguo reino de Soloi. Este fue creado en el siglo X a. C. y destruido por los árabes en el siglo VI d. C..
El reino de Soloi estaba en la costa noroeste de Chipre, con su capital en la bahía de Morphou.  La ciudad de Soloi (35° 8.431'N - 32° 48.797'E) era una de las Diez ciudades-estado de Chipre. Se encuentra en la cima de una colina con vistas a una de las zonas más fértiles en el noroeste de Chipre. El fértil valle con el río Potamos tou Kambou encuentra a lo largo del lado oeste de la altura. El lugar fue estudiado por la Expedición Arqueológica Sueca a Chipre en el año 1927.
La ciudad de Solea también fue asiento del obispado de Solos desde los tiempo de San Auxibius, en los primeros tiempos de la Cristiandad.
Luego de la disolución del reino, la capital fue trasladada a unos siete kilómetros en dirección a las minas de Skouriotissa, a un lugar no localizado con precisión.

## Localidades de la Región de Solea
1.	Del Valle de Klarios:
- Agios Georgios.
- Agios Epiphanios.
- Agios Nikolaos.
- Evrychou.
- Flasou.
- Galata.
- Kalianna.
- Katydata.
- Kakopetria.
- Korakou.
- Linou.
- Sinaoros.
- Tembria.
- Skouriotissa.

2. Del valle de Atsas
- Spilia.
- Kourdali.
- Agios Theodoros.
- Petra.

Los pueblos de Agios Nikolaos y Agios Georgios eran habitados por los grecochipriotas y fueron abandonados en 1974 ante el avance turco con motivo de la Operación Atila.
Lo mismo sucedió con Petra que había sido abandonado por los turcochipriotas y, en 1974, lo fue por parte de los grecochipriotas. Actualmente, por su proximidad a la zona de amortiguación, es ocupado por militares turcos.

## Consecuencias de la Invasión Turca de 1974
La región quedó mutilada por los hechos de 1974.  Tres aldeas fueron abandonadas. La conexión con el mar y con la localidad de Morphou y su valle circundante fueron cortados. La empresa Cyprus Mines Corporation cerró al igual que las minas que esta trabajaba. Posteriormente, la mina de Skouriotissa reinició sus actividades. Sin embargo, la mayor tragedia fueron los muertos por la lucha y el desplazamiento de personas. Mientras que los residentes de la zona en 1974 fueron 7 500, ahora son sólo 5000.

## Vegetación
En la región existen densos bosques. El principal árbol es el pino, declarado árbol nacional de Chipre. El arbusto principal es el roble de oro que se ha declarado el arbusto nacional de Chipre. En las orillas de los ríos se encuentra el ciclamen, también declarada flor nacional. Asimismo, se encuentran en Solea 127 especies vegetales autóctonas.

## Turismo
El turismo es una de las principales actividades económicas de la región. Los turistas emplean las tres rutas principales que conducen a las montañas de Troodos. El clima fresco, el hermoso entorno natural y sus lugares de atracción cultural son el principal capital que atraen turistas de todo el mundo, con principal centro en Kokopetria.
Las atracciones turísticas son:
1. Evrychou
- Iglesia de Agios Kyriakos.
- Estación de Ferrocarril de Evrychou
- Molino de Styllis

2. Flasou
- Antiguo molino.
- Iglesia de San Dimitrianos
- Monasterio de Panagia Kousouliotissa

3. Galata
- Iglesia de Panagia (Santísima) Podhithou. Incluida en el listado de UNESCO como Patrimonio de la Humanidad.
- Iglesia de Archangelos Michael.
- Iglesia de Agios Sozomenos.
- Molino de agua de Kyrillos.
- Vecindario.
- Museo de arte regional.

4. Kakopetria
- Iglesia de Agios Nikolaos tis Stegis (San Nicolás del Techo). Incluida en el listado de UNESCO como Patrimonio de la Humanidad.
- Molino de agua.

5. Kalianna
- Iglesia de Agios Ioakem y Agia Annie
- Molino.

6. Korakou
- Iglesia de Panagia.

7. Kourdali
- Antiguo monasterio de Panagia.

8. Linou
- Iglesia de Nuestra Señora Pantanassis

9. Katydata
- Museo de la mina de Skouriotissa.

10. Sinaoros
- Agios Ioannis (Iglesia de San Juan el Teólogo)

11. Skouriotissa
- Iglesia de Panagia de Skouriotissa.

12. Spilia
- Molino de Oliva.
- Museo del zapatero.
- Escondites de la EOKA
- Sendas naturistas en montaña.

13. Temvria
- Iglesia de Agia Paraskevi.